# Landsbyen - om et kasteløst samfund
Landsbyen - om et kasteløst samfund er en dansk dokumentarfilm fra 1974 med instruktion og manuskript af Per B. Rasmussen. Filmen hører sammen med de to andre film om Indien: Familien - om bolig- og levevilkår i Bombay og Bonden - om en kollektiv familie på landet.

## Handling
Selv om kastesystemet i Indien blev ophævet ved lov i 1950, gælder dets normer stadig. Filmen viser livet i en landsby i nærheden af Melpattambakkam i Sydindien.